# Просдочимо де Бельдоманди
Просдо́чимо де Бельдома́нди, также Просдо́цимус (Prosdocimo de' Beldomandi, Prosdocimus de Beldemandis; ок.1370 — 1428) — итальянский теоретик музыки, математик, астроном, врач.

## Очерк биографии и творчества
Учился в падуанском и болонском университетах. Защитил магистерскую диссертацию по искусствам (magister artium) в Падуе 15 мая 1409 года, магистерскую работу по медицине (magister medicinae) там же 15 апреля 1411. В 1412 жил в Монтанье, где написал ряд научных трудов. В 1420–28 годах преподавал в Падуе различные научные дисциплины, в том числе в 1422 году основал в Падуанском университете кафедру астрономии. В трактатах о музыке обобщил учение о мензуральной ритмике (и нотации) итальянского стиля, учение о гармонии и контрапункте. В рамках учения о монохорде объяснял хроматическое расширение (с помощью musica ficta) музыкальной звуковой системы вплоть до пяти диезов и пяти бемолей (см. Квинтовый круг). Основные авторитеты Просдочимо — Боэций и Иоанн де Мурис. Более сложным было отношение Просдочимо к его знаменитому соотечественнику Маркетто Падуанскому. Признавая заслуги Маркетто в теории мензуральной ритмики и в теории ладов, Просдочимо подверг резкой критике его пятичастное деление целого тона как математически несостоятельное.

## Рецепция
Труды Просдочимо перепечатывались и после его смерти. На основе учения Просдочимо развивал свою теорию гармонии и контрапункта Уголино Орвиетский. В XVI веке Лука Пачоли поставил Просдочимо в один ряд с Евклидом и Боэцием. Ряд сочинений Просдочимо хранится в рукописях итальянских архивов (не опубликованы).

## Труды о музыке
- Expositiones tractatus pratice cantus mensurabilis Johannis de Muris (ca. 1404)
- Tractatus pratice cantus mensurabilis (1408)
- Algorismus de integris sive pratica arismetrice de integris (1410); R Venezia, 1483; Venezia, 1540
- Brevis summula proportionum quantum ad musicam pertinet (1409)
- Contrapunctus (1412)
- Tractatus pratice cantus mensurabilis ad modum Ytalicorum (1412)
- Tractatus plane musice (1412)
- Parvus tractatulus de modo monacordum dividendi (1413)
- Tractatus musice speculative (1425)

## Прочие труды
- Canon in quo docetur modus componendi et operandi tabula quandam (Padova, 1409-19)
- Algorismus de integris sive pratica arismetrice de integris (Padova, 1410)
- De parallelogramo
- Brevis tractatulus de electionibus secundum situm lune in suis 28 mansionibus (Montagnana, 1413)
- Scriptum super tractatu de spera Johannis de Sacrobosco (Padova, 1418)
- Canones de motibus corporum supercelestium (Padova, 1424)
- Tabule mediorum motuum, equationum, stationum et latitudinum planetarum, elevationis signorum, diversitatis aspectu lune, mediarum coniunctionum et oppositionum et latitudinem civitatum
- Stelle fixe verificate tempore Alphonsi
- Canon ad inveniendum introitus lune in quodlibet signorum in zodiaco
- Compositio astrolabii
- Astrolabium

## Переводы и литература
- Baralli D.R., Torri L. Il Trattato di Prosdocimo de’ Beldomandi contro il Lucidario di Marchetto da Padova // Rivista Musicale Italiana XX (1913), pp.707–62.
- Gallo F.A. La teoria della notazione in Italia dalla fine del XIII all’inizio del XV secolo. Bologna, 1966.
- Lindley M. Pythagorean intonation and the rise of the triad // RMARC, no.16 (1980), pp.4–61.
- Prosdocimus de Beldemandis. Counterpoint. A new critical text and translation on facing pages by Jan W. Herlinger // Greek and Latin music theory, [v. 1]. Lincoln: University of Nebraska Press, 1984.
- Prosdocimus de Beldemandis. Brevis summula proportionum quantum ad musicam pertinet and Parvus tractatulus de modo monacordum dividendi. A new critical text and translation on facing pages, with an introduction, annotation, and indices verborum and nominum et rerum by Jan Herlinger // Greek and Latin music theory. Lincoln: University of Nebraska Press, 1987.
- Berger K. Musica Ficta. Theories of Accidental Inflections in Vocal Polyphony from Marchetto da Padova to Gioseffo Zarlino. Cambridge, 1987.
- Prosdocimo de Beldomandi. Plana musica. Musica speculativa. Translated by Jan W. Herlinger // Studies in the history of music theory and literature, vol. 4. Chicago : University of Illinois Press, cop. 2008.